# 水野遥香
水野 遥香（みずの はるか、2003年7月26日 - ）は、日本のグラビアアイドル、タレント。フィリピン出身。World Code所属。

## 略歴
2023年1月5日、グラビアアイドルDVDの発売イベントを取材する記者の立場から、今年最も輝いたグラドルを選ぶ『記者・編集者が選ぶグラドルアワード2022』にて、新人賞を受賞。

## 人物
- 父は日本人、母はフィリピン人[4]。ハーフと紹介されることもあるが、ルーツを辿ると4か国の血が混ざるクォーターであるという[1]。
- 体は比較的硬いため、グラビアを経験して以降、ストレッチで身体を整えることを趣味としている[1]。
- 年相応にみられることが少なく、「好きになった男性は99％落とせる」と述べている[5]。テレビ朝日『ヒロミ・指原の“恋のお世話始めました”』出演時にはMCのヒロミ、指原が絶賛した[5]。

## 作品

### イメージビデオ
- HARUKA 1st.（2022年2月25日、エスデジタル）[6][7]
- ずっとそばにいて（2022年6月20日、ラインコミュニケーションズ）[8][9]
- ピュア・スマイル（2022年10月21日、竹書房）[10][11]

### 動画配信
- HARUKAにドキッ!（2022年5月10日、ギルド）[12]

### デジタル写真集
- 少女と大人（2023年4月21日、竹書房）
- 大人の階段（2023年4月21日、竹書房）